# Мирскисеули
Мирскисеули (груз. მირსკისეული) — село в Грузии, в муниципалитете Лагодехи края Кахетия. 

## География
Село расположено в восточной части края, в 37 километрах по прямой к юго-западу от центра муниципалитета Лагодехи. Высота центра — 220 метров над уровнем моря.

## Население
По данным переписи населения 2014 года, в селе проживало 377 человек.
| Год  | Население | Мужчины | Женщины |
| ---- | --------- | ------- | ------- |
| 2002 | 962       | 486     | 476     |
| 2014 | 377       | 193     | 184     |